# 뮈안나 부링
뮈안나 부링(스웨덴어: MyAnna Buring, 1979년 9월 22일 ~ )은 스웨덴 출신으로 영국에서 활동하는 배우이다. 영화 《디센트》, 《브레이킹 던》, 드라마 《위쳐》 등에 출연하였다.

## 출연 작품
- 오피셜 시크릿(2019) - 자스민 역
- 킬러 스쿼드(2019) - 조아나 역
- 둠스데이 - 지구 최후의 날(2008) - 켈리 역 (케인 딸)
- 위쳐 시즌 1, 시즌2 - 티사이아 드 브리스 역